# Banco de tempo
O banco de tempo é um sistema de troca de serviços por tempo, e uma das ferramentas da economia solidária para desenvolvimento econômico e social. 

## Características
Os Bancos de Tempo (BdT) são um tipo de moeda comunitária que recompensa pessoas em créditos de tempo pelo trabalho que realizam dentro da comunidade. Em vez de trocar serviços pela moeda nacional, os participantes do banco regional investem em horas trabalhadas. Cada hora de um serviço prestado equivale a uma hora de serviço recebido, sem distinção de tipo ou dificuldade da função. Sendo assim, apresentam uma alternativa aos paradigmas hegemônicos de trabalho e bem-viver.  
Os Bancos de Tempo encontram-se no espaço entre o trabalho informal, sistemas de trocas e o voluntariado. Representam, deste modo, uma resposta ao entendimento social democrático de exclusão social ao promover a redefinição do conceito e das características de “valor”. Nestes processos presididos pela cooperação, a tendência é a consolidação de lideranças alternantes, mantendo a diversidade e evitando a exclusão de “derrotados”, miseráveis. Desta forma, fomenta novas novas relações de produção, de modo a promover um processo sustentável de crescimento econômico, que preserva a natureza e redistribui os frutos do crescimento.
Para além das questões econômicas, com as trocas de créditos, os indivíduos participantes podem potencialmente ganhar confiança, contato social e habilidades através da solidariedade. As conexões intracomunitárias são reforçadas e implicam na construção de capital social. A felicidade não é mais medida em parâmetros materiais, se não em relação às trocas que são possíveis de se realizar no âmbito local. Desta forma, a cooperação econômica é considerada uma construção cultural estratégica baseada na interação social, em que os objetivos são comuns, as ações são compartilhadas e os benefícios são distribuídos com equilíbrio por todo o sistema.
Os BdT funcionam em meio à economia circular ou economia solidária. Desta forma, o desenvolvimento solidário é realizado por pequenas firmas associadas ou por cooperativas de trabalhadores, guiado pelos valores da cooperação e ajuda mútua entre pessoas ou grupos, mesmo quando competem entre si nos mesmos mercados. 
| “ | O que é a riqueza, senão a totalidade das necessidades, capacidades, prazeres, potencialidades produtoras, etc., dos indivíduos, adquirida no intercâmbio universal? | ” |

## Estrutura
O crédito de tempo é a unidade fundamental de troca e equivale a uma hora do trabalho de uma pessoa. Nos bancos de tempo mais tradicionais, uma hora do tempo de uma pessoa é igual a uma hora do tempo de outra. Os créditos de tempo são recebidos após a prestação de serviços e gastos a partir do recebimento de outros serviços.  
Ao ganhar um crédito de tempo, uma pessoa não precisa gastá-lo imediatamente: pode salvá-lo indefinidamente. Isso significa que a moeda social resiste à inflação e não gera juros, pois o valor de um crédito a prazo é fixo (uma hora). Dessa maneira, ele é intencionalmente projetado para diferir da moeda fiduciária tradicional usada na maioria dos países. Consequentemente, pouco adianta acumular créditos de tempo e, na prática, muitos bancos incentivam a doação de créditos de tempo excedentes a uma reserva da comunidade.
Todas as trocas são gratuitas, e só há um reembolso de despesas (para transporte por exemplo, ou quaisquer materiais utilizados na obra) e taxa de adesão, principalmente anual, variável de banco para banco. A cada hora é avaliada por uma hora, independentemente do valor monetário do tipo de serviço prestado.

## História
Um dos pioneiros no desenvolvimento de experiências em torno do banco de tempo foi o anarquista americano Josiah Warren, por exemplo, a famosa Cincinnati Time Store. Este projecto inspirou muitos anarquistas, em sua maioria franceses e americanos.
Em 1848, socialista e a primeira pessoa a chamar-se um anarquista, Pierre-Joseph Proudhon postula um sistema de vales de tempo. Em 1875, Karl Marx escreveu "Certificados de trabalho" (Arbeitszertifikaten) em sua Crítica do Programa de Gotha de um "certificado da sociedade que [o trabalhador] forneceu tal e tal quantidade de trabalho", que pode ser usado para desenhar "do estoque social dos meios de consumo tanto quanto custa a mesma quantidade de trabalho.".
De acordo com Boyle & Bird (2014) a origem exata do termo banco do tempo não são claros mas o conceito em si é conhecido desde o século XIX. Embora a economia solidária se origine no século XVIII, na revolução industrial, trocas baseadas em unidades de tempo datam do século XIX, na Inglaterra. Robert Owen fundou o National Equitable Labour Exchange que utilizava como moeda as "labour notes", notas similares às de banco, mas denominadas por unidades de horas.
Na história mais recente, Teruko Mizushima's, uma mulher visionária japonesa que faleceu em 1996 criou o primeiro banco do tempo do mundo em 1973. Embora pouco citada na história ocidental, sua própria história de exaustão após um dia intenso de trabalho físico e responsabilidades domésticas, inspirou para a implementação da iniciativa no Japão. 
Na atualidade, Edgar S. Cahn ajudou a popularizar o conceito e ficou conhecido como o fundador do banco do tempo moderno. Ele escreveu um livro,  "No More Throw-Away People", em que observa 4 valores específicos presentes nos bancos do tempo. Depois, ele acrescentou um quinto;
- Asset - Todos temos algum valor para compartilhar com alguém
- Redefinição de trabalho - Alguns trabalhos extrapolam a definição corrente de trabalho  e não são monetizáveis.
- Reciprocidade - Uma ajuda que funciona como uma via de mão dupla e empodera todos os envolvidos, desde o receptor até o "doador".
- Redes "Sociais" - Comunidades através de redes sociais são necessárias e se fortalecem
- Respeito - Respeito sobre todos os seres humanos hoje.

| “ | Se o indivíduo trabalha apenas para si mesmo, poderá vir a ser um famoso erudito, um grande sábio, um poeta renomado, mas jamais alguém genuinamente grande e completo. A História chama essas pessoas de os maiores... aqueles que se enobrecem trabalhando para o propósito universal. A experiência exalta como o mais feliz aquele que fez mais pessoas felizes. | ” |

## BdT no mundo
No mundo, experiências estruturadas já acontecem na Itália e em Portugal há mais de uma década. O projeto português foi encampado pelo movimento internacional de mulheres Graal, com apoio do Programa Grundtvig, da União Europeia. Na França, existem desde 1990 com o nome Système d'échange local, análogo ao banco do tempo e já são mais de 600 grupos. Nos Estados Unidos, o país mais neoliberal do mundo, também existem cidades que adotam economia baseada em troca desde a década de 1980. Há também grupos espalhados por vários países da América Latina (Chile, Colômbia, Equador, Panamá, México, Cuba, República Dominicana.
Além dos bancos locais, há também sites como o Timerepublik e o brasileiro Beliive, que propõe eliminar as limitações geográficas dos outros bancos do tempo. 

## BdT no Brasil
Nas economias em desenvolvimento, a formação dos conglomerados, é inibida pelo baixo nível de educação e de qualificação do pessoal local, pelas deficiências tecnológicas, pela falta de acesso ao capital, pelo subdesenvolvimento das instituições e por políticas governamentais antiquadas. O Banco de Tempo, bem como outras iniciativas comunitárias, lança-se como uma solução para estes problemas, pois níveis de proficiência e experiência prévia não são pré-requisitos para a associação. 
No Brasil, a iniciativa está presente em diversas cidades e estadosl, como Analândia, Baixada Santista, Balneário Camboriú, Barão Geraldo, Blumenau, Brasília, Brusque, Campo Grande, Capão da Canoa, Caxias do Sul, Curitiba, Florianópolis, Garopaba, Gaspar, Goiânia, Palhoça/São José, Pelotas, Porto Alegre, Rio Grande, São Francisco de Paula, São Paulo, Sorocaba, Tubarão, Ubatuba.
O Banco do tempo da Cidade de Florianópolis (BTF) é um dos primeiros e mais conhecidos do Brasil. A iniciativa foi idealizada em setembro de 2015 num encontro do coletivo catarinense Zeitgeist, parte de movimento internacional de sustentabilidade.  Ele funciona a partir de um grupo de Facebook que conta com mais de 20.000 pessoas, e as trocas são contabilizadas em uma planilha compartilhada com os usuários. Os indicadores sobre o BTF mostram uma crescente participação dos membros e a criação de capital social numa fase inicial. Os membros do BTF têm características socioeconômicas distintas em comparação com os moradores da cidade de Florianópolis: indivíduos do sexo feminino, mais jovens, não brancos, ocupados, trabalhando no setor informal, com um nível de educação superior e com uma renda mensal maior têm maior probabilidade de serem membros do BTF.